# Fortuynia rotunda
Fortuynia rotunda är en kvalsterart som beskrevs av Marshall och Grace Odel Pugh 2002. Fortuynia rotunda ingår i släktet Fortuynia och familjen Fortuyniidae. Inga underarter finns listade i Catalogue of Life.